# Oddział Wydzielony nr 2 płk. Grobickiego

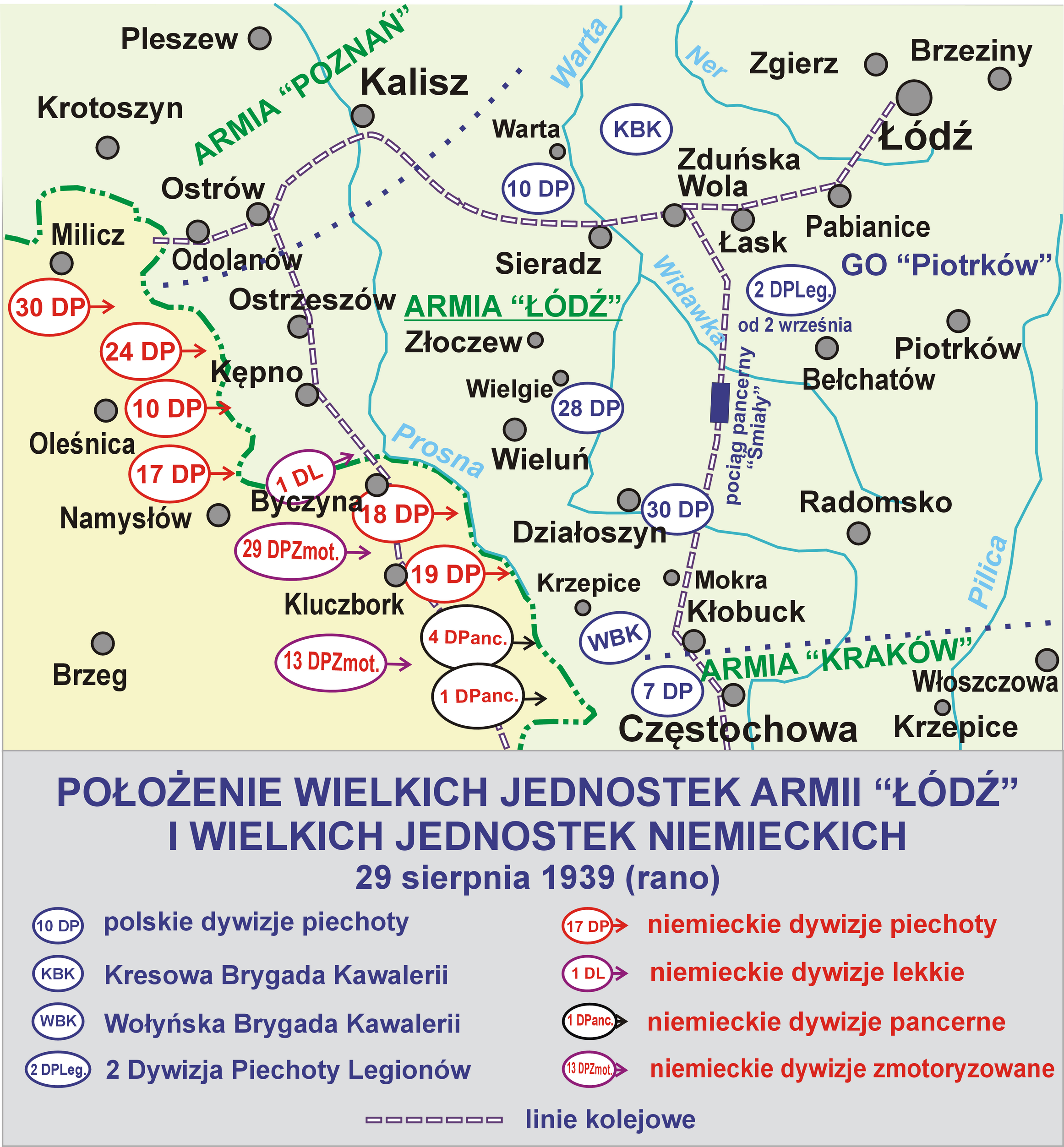

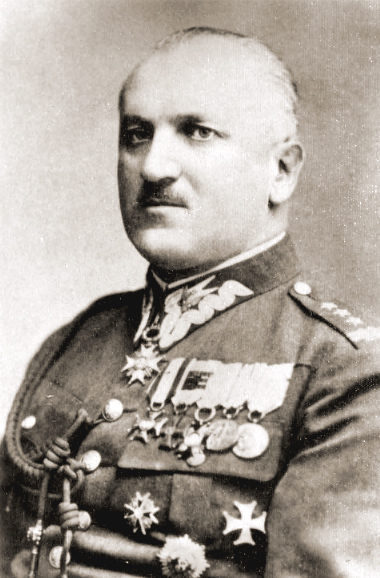
płk dypl. Jerzy Grobicki

Oddział Wydzielony nr 2 płk. Jerzego Grobickiego – oddział wydzielony Wojska Polskiego II Rzeczypospolitej walczący w kampanii wrześniowej 1939.

## Działania bojowe
Ugrupowanie i zadania
Zgodnie z rozkazem dowódcy Armii „Łódź” gen. dyw. Juliusza Rómmla, dowódca 10 Dywizji Piechoty gen. bryg. Franciszek Dindorf-Ankowicz jeszcze przed wybuchem wojny wysunął na dalekie przedpole dwa oddziały wydzielone. Oddział wydzielony nr 2 dowodzony przez dowódcę Sieradzkiej Brygady Obrony Narodowej płk. Jerzego Grobickiego obsadził pozycję w rejonie Bolesławca, Wójcina i Parcic z zadaniem: prowadzić rozpoznanie do granicy, a pod naciskiem większych sił nieprzyjaciela opóźniać go po osi Lututów, Złoczew na Beleń. W rejonie Belenia oddział wydzielony nr 2 miał przeprawić się przez Wartę i przejść do odwodu armii. Sąsiadem OW płk. Jerzego Grobickiego był Oddział Wydzielony nr 1 płk. Jana Zientarskiego wykonujący podobne zadania.
Walki 1 września
O 4.45 w pasie obrony 10 Dywizji Piechoty przekroczyły granicę państwową awangardy niemieckich 24. i 10 Dywizji Piechoty i, po wycofaniu się oddziałów polskiej straży granicznej, nawiązały styczność ogniową z pododdziałami polskich oddziałów wydzielonych.
Od wczesnych godzin rannych 1 pułk kawalerii KOP, broniący się w Bolesławcu, odparł wszystkie ataki pułku zmotoryzowanego SS „Leibstandarte Adolf Hitler”, zadając mu straty w ludziach i sprzęcie bojowym oraz utrzymał bronioną pozycję. Po odparciu natarcia w rejonie Bolesławca dowódca OW płk Grobicki nakazał dowódcy pułku kawalerii ppłk. Feliksowi Kopciowi skierować swoje szwadrony na Sokolniki. Natomiast dowódcom batalionów ON „Wieluń I” i „Wieluń II” polecił wykonać natarcie z lasu na wschód od Mieleszyna w kierunku południowym na oddziały niemieckiej 1 Dywizji Lekkiej, które maszerowały na Wieluń. Na przygotowujące się do natarcia bataliony ON Niemcy położyli ogień zaporowy i polskie natarcie zostało zerwane już na podstawach wyjściowych. 92 kompania TKS, wzmocniona kompanią kolarzy, opóźniała nieprzyjaciela przez cały dzień na kierunku: Wieruszów – Sokolniki. 
92 samodzielna kompania czołgów rozpoznawczych stała w majątku koło Białej Rządowej. O świcie otrzymała rozkaz zajęcia ze szwadronem kolarzy 1 pułku kawalerii KOP stanowisk na prawym skrzydle obrony i być w gotowości do ubezpieczenia odejście głównych sił OW na kolejną linię opóźniania. Około 6.00 czołgiści skutecznie ostrzelali grupę niemieckich żołnierzy. Zginął przy tym między innymi dowódca II/66 pac mjr Kleinau. Po południu kompania wyprowadziła kontratak przeciwko podchodzącym pod Wieruszów oddziałom niemieckiej 17 Dywizji Piechoty, tracąc 2 zabitych i 2 rannych. Następnie czołgiści utrzymali przeprawę przez Prosnę. Wieczorem kompania opóźniała posuwanie się kolumny zmotoryzowanego pułku SS „Leibstandarte Adolf Hitler” na Sokolniki i stanęła na noc w lesie koło tej miejscowości.
Do zmierzchu OW nr 2 utrzymał się w lasach Krajanka – Parcice, lecz zarysowało się zagrożenie oskrzydlenia. Na północy oddziały niemieckiej 17 DP podchodziły pod Wieruszów, a na południu oddziały rozpoznawcze 1 DLek. wdarły się w lukę pomiędzy OW nr 2, a 36 pułkiem piechoty. W związku z tym zagrożeniem płk Grobicki nakazał wycofać się na rubież: Sokolniki – Walichnowy.
Walki 2 września
Jeszcze 1 września dowódca Armii „Łódź” gen. Juliusz Rómmel postawił dowódcy 10 DP zadanie do przesunięcia sił głównych dywizji w obszar leśny Włocin, 8 km na południe od Błaszek, Brąszewice, 15 km na północ od Lututowa. Z tego rejonu dywizja miała być w gotowości do działania na korzyść grupy płk. Zientarskiego lub Grobickiego. Późnym wieczorem dowódca OW nr 2 otrzymał rozkaz od dowódcy 10 DP do działań w dniu następnym. Nakazywał on prowadzenie działań opóźniających na kierunku: Lututów – Złoczew, współdziałając przy tym z oddziałem wydzielonym 28 Dywizji Piechoty.
Od rana 2 września Niemcy wznowili natarcie. 17 Dywizja Piechoty i pzmot SS  uderzyły na kierunku: Opatów – Lututów na ugrupowanie bojowe OW nr 2, który bronił się na 15-kilometrowej pozycji opartej na głównych węzłach drogowych: Niwiska, Sokolniki, Walichnowy. Zbyt duże odległości poszczególnych punktów oporu nie dawały możliwości zorganizowania współdziałania pomiędzy oddziałami. OW nr 2 rozpoczął planowe wycofywanie i stawiał zorganizowany opór na kolejnych rubieżach: Ostrówek, Zdzierczyzna, Podrysie, a następnie Lututów – Dobrosław.  
Kompania TK-3 początkowo ubezpieczała od południa przed podjazdami z 1 Dywizji Lekkiej szosy Lututów – Złoczew, będącej osią wycofywania się OW nr 2. Gdy jednak posuwające się od zachodu w kierunku wsi Klonowa oddziały niemieckiej 17 Dywizji Piechoty zagroziły odcięciem broniącego Lututowa batalionu Obrony Narodowej „Wieluń”, rzut bojowy kompanii przejechał na prawe skrzydło obrony i powstrzymał napór Niemców. Następnie, do 19.00, czołgiści bronili się na zachodnim skraju Lututowa, a następnie wycofywali się na kolejną rubież. W czasie manewru kompania została omyłkowo ostrzelana przez placówkę z 31 pułku piechoty.
W nocy OW nr 2 wycofał się na rubież: Stara Wieś, Wandalin, Emilianów. Cała 10 Dywizja Piechoty przeszła do obrony na rubieży: rz. Łużyca, Klonowa, Stara Wieś, Wandalin, Emilianów.
Walki 3 września
Wieczorem 2 września płk Grobicki otrzymał zadanie bojowe na następny dzień walki. Zgodnie z nim, jego oddział wydzielony miał zapewnić osłonę w kierunku Złoczew — Sieradz, a po wykonaniu tego zadania przejść przez rz. Wartę w rejonie Belenia i ześrodkować się w rejonie: (wył) Holendry, wsch. Piaski, Zygmuntów. Osłonę wycofania się OW nr 2 na pozycje w rejonie Dębołęki zapewniał 4 batalion strzelców. OW nr 2 bez walki z nieprzyjacielem wykonał nocny marsz do Dębołęki i późnym popołudniem przekroczył Wartę po moście pod Beleniem. W związku z faktem, że na pole walki spóźniał się 30 pułk piechoty, OW nr 2 czasowo obsadził zadany mu odcinek obrony i ubezpieczał wycofanie pozostałych sił dywizji do czasu zluzowania. Za Wartą do 1 pułku kawalerii KOP dołączyła część kawalerzystów 5 szwadronu, którzy dotąd walczyli pod rozkazami dowódcy OW nr 1 płk. Zientarskiego. 1 pułk kawalerii KOP ześrodkował się w rejonie: (wył) Holendry, wsch. Piaski, Zygmuntów i stanowił odwód 10 Dywizji Piechoty. Z batalionów Obrony Narodowej wchodzących w skład oddziałów wydzielonych pozostały resztki. 
Kompania TK-3, mając na stanie jeszcze 12 tankietek, wycofała się na Dębołękę, a pod wieczór przeszła przez most między Chojną a Bieleniem na wschodni brzeg Warty. 
3 września Oddział Wydzielony nr 2 został rozwiązany, a jego dowódca płk Jerzy Grobicki 4 września został dowódcą Kresowej Brygady Kawalerii.

## Struktura organizacyjna
| Oddział/pododdział                                     | Dowódca                  |
| ------------------------------------------------------ | ------------------------ |
| dowództwo OW                                           | płk Jerzy Grobicki       |
| 1 pułk kawalerii KOP (bez 5.i 6 szwadronu)             | ppłk Feliks Kopeć        |
| II dywizjon 10 pułku artylerii lekkiej (bez 4 baterii) | kpt. Michał Krassowski   |
| batalion Obrony Narodowej „Wieluń I”                   | kpt. Stefan Faczyński    |
| batalion Obrony Narodowej „Wieluń II”                  | mjr Edward Rajpold       |
| 92 samodzielna kompania czołgów rozpoznawczych         | kpt. Władysław Iwanowski |
| kompania kolarzy                                       |                          |
| pluton saperów zmotoryzowanych                         |                          |
| pluton ppanc z 31 pułku piechoty                       |                          |